# Hernekari
Hernekari är en ö i Finland. Den ligger i Finska viken och i kommunen Kotka i den ekonomiska regionen  Kotka-Fredrikshamn i landskapet Kymmenedalen, i den södra delen av landet. Ön ligger omkring 13 kilometer sydöst om Kotka och omkring 120 kilometer öster om Helsingfors. 
Öns area är 1,2 hektar och dess största längd är 180 meter i sydöst-nordvästlig riktning. Närmaste större samhälle är Kotka, 13,4 km nordväst om Hernekari.